# Progress

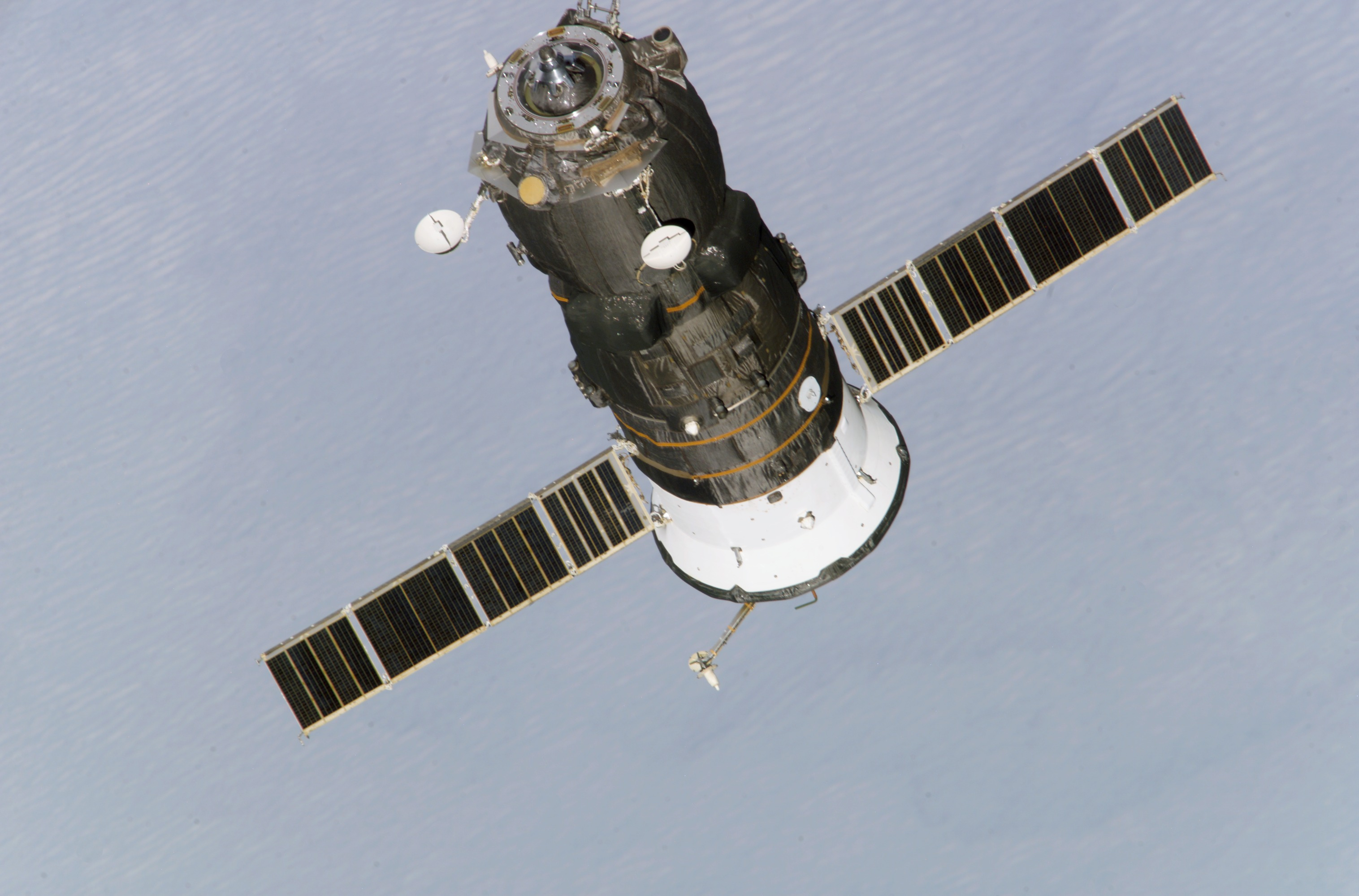
Progress M1-10

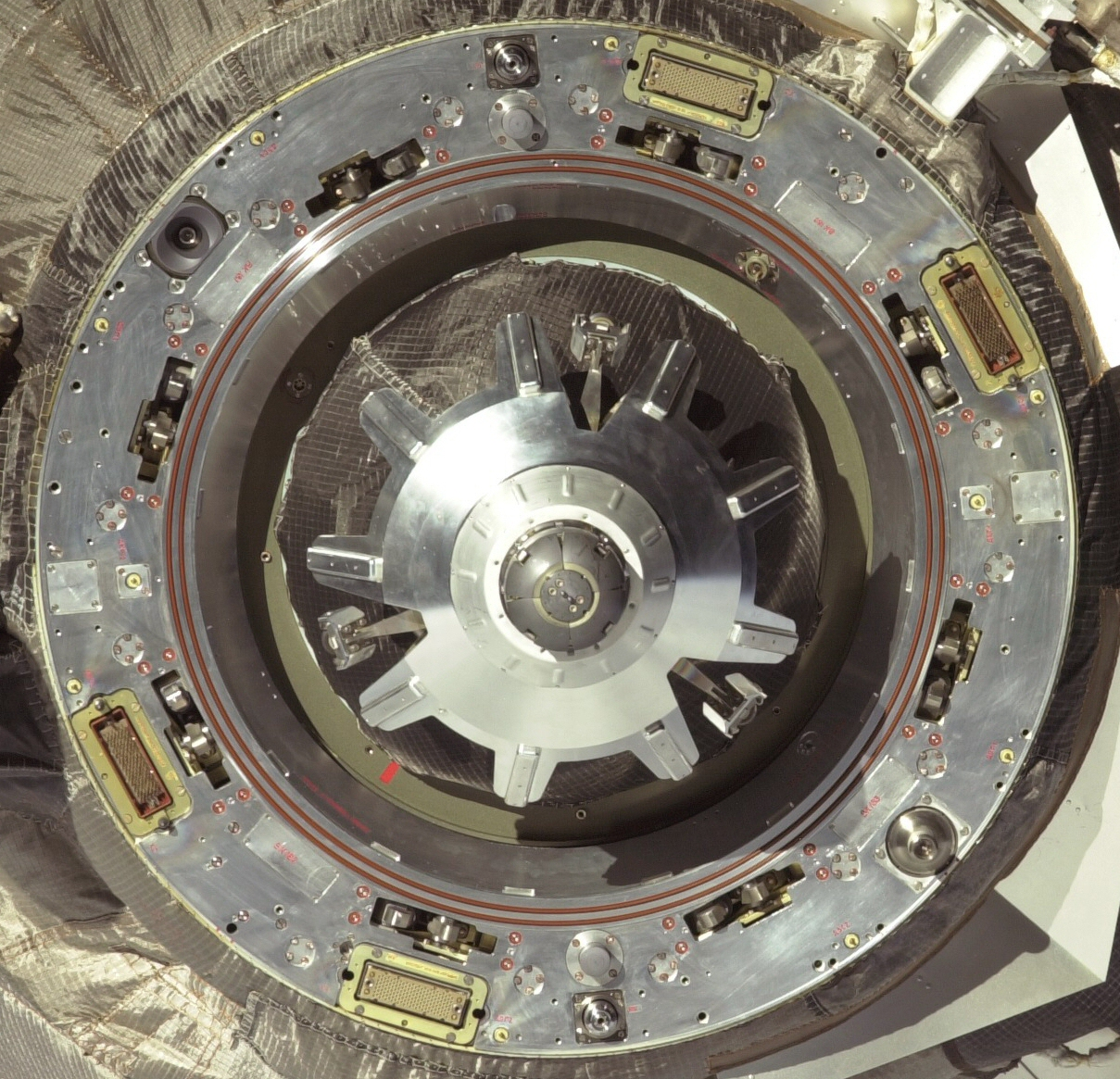
Nahaufnahme des aktiven Andockstutzens eines Progress-M-Raumschiffs

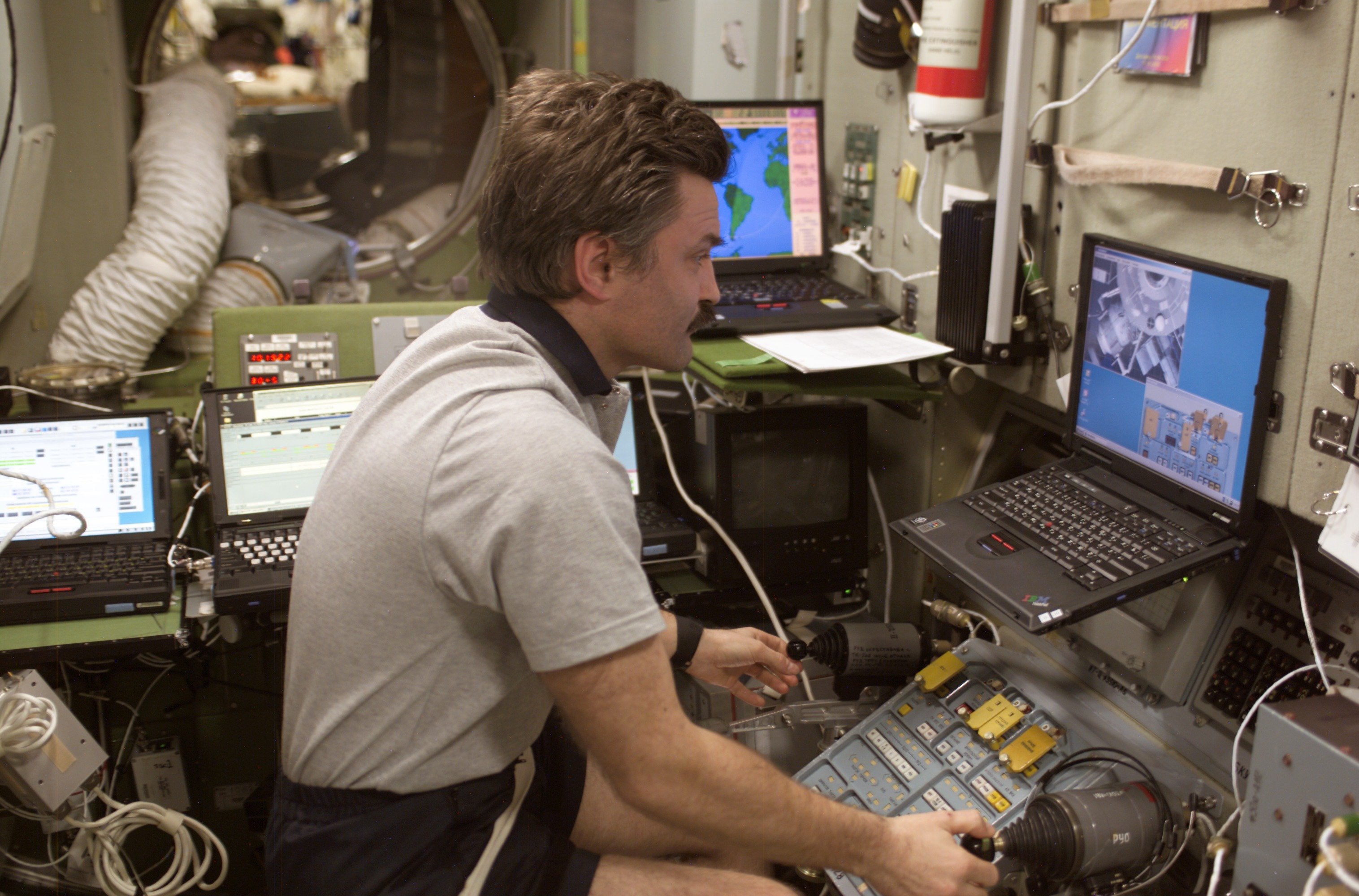
TORU-Andockkontrollsystem im Swesda-Modul – wird im Falle eines Problems mit der automatischen Kopplung, wie zum Beispiel bei Progress M-05M, zur manuellen Kopplung der Progress-Schiffe an die ISS verwendet

Progress (russisch Прогресс für Fortschritt) ist ein russischer, von Sojus abgeleiteter unbemannter und nichtwiederverwendbarer Raumtransporter, der Mitte der 1970er-Jahre vom OKB-1 Koroljow (Experimental-Konstruktionsbüro-1, heute RKK Energija) zur Versorgung von Raumstationen der Saljut-Serie entwickelt wurde. Später wurde mit Progress auch die Raumstation Mir angeflogen. Heutzutage starten die Progress-Transporter zur Internationalen Raumstation (ISS). Als Träger dient die Sojus-Rakete.
Die ersten 134 Starts bis einschließlich Progress M-11M am 21. Juni 2011 verliefen ausnahmslos erfolgreich. Seitdem (Stand Dezember 2016) hat es bei 21 weiteren Starts insgesamt drei Totalverluste gegeben.

## Aufbau
Progress besteht grundsätzlich aus drei Modulen: Der aus dem Sojus-Orbitalmodul abgeleiteten unter Druck gesetzten Frachtsektion (Progress GO = Gruzovoi otsek /russ. Грузовой отсек) mit Luftschleuse, der Tanksektion (Progress OKD = Otsek komponentov dozapravki/russ.Отсек компонентов дозаправки) und dem Servicemodul (Progress PAO = Priborno-agregatniy otsek/russ. Приборно-агрегатный отсек) mit den Triebwerken und der Energieversorgung für Progress.
Progress hat keine Rückkehrkapsel und wird nach dem Betanken der Raumstation sowie dem Ausladen der Fracht mit Müll beladen, um damit in der Erdatmosphäre zu verglühen. Um nicht für jede Probenrückführung von der Mir eine Sojus starten zu müssen, wurde das Rückkehrmodul VBK-Raduga, (VBK für Vozvrashchaemaya ballisticheskaya kapsula /russ. Возвращаемая баллистическая капсула) entwickelt, das etwa 150 kg Nutzlast zurück zur Erde transportieren kann.

## Versionen
Mitte der 1970er-Jahre wurde eine unbemannte Frachtvariante der Sojus 7K-T entwickelt, welche den Namen Progress bekam. Der erste Start erfolgte am 20. Januar 1978 zur Raumstation Saljut 6. In den 1980ern wurde mit Progress M eine neue Variante des Frachtschiffs entworfen, diese basierte auf dem Sojus-T-Raumschiff und wurde zum ersten Mal 1989 zur Mir gestartet. Später wurde Progress M auf der ISS eingesetzt. 2000 folgte mit Progress M1 eine weitere Modifikation des Schiffs, diesmal wurde die Treibstoffladekapazität des Frachters erhöht. Zurzeit wird die ISS von Progress-M-Raumschiffen versorgt, Progress-M1-Tanker werden nur bei Bedarf eingesetzt.
Am 26. November 2008 wurde ein Progress-Raumschiff der neuen Version Progress M-01M (GRAU-Index: 11F615A60) gestartet. Diese besitzt anstelle des bisherigen analogen Flugsteuerungssystems Argon-16 dreifach redundante digitale Flugsteuerungssysteme ZWN-101 (mit RISC 3081 Prozessor) und ein miniaturisiertes Radiotelemetriesystem MBITS. Die neuen Systeme erlauben eine schnellere und effizientere Flugsteuerung und sparen 75 kg an Masse ein.

### Progress
- Länge: 7,48 m
- Maximaler Durchmesser: 2,72 m
- Masse: 7020 kg
- Nutzlast: 2.315 kg, davon maximal 975 kg Treibstoff
- Erstflug: 20. Januar 1978 (Progress 1 zu Saljut 6)
- Letzter Flug: 5. Mai 1990 (Progress 42  zur Mir)
- Anzahl geglückter Starts: 42, davon
  - 12 zu Saljut 6
  - 12 zu Saljut 7
  - 18 zur Mir
- Energieversorgung: Akkumulatoren

### Progress M
- Länge: 7,23 m
- Maximaler Durchmesser: 2,72 m
- Masse: 7450 kg

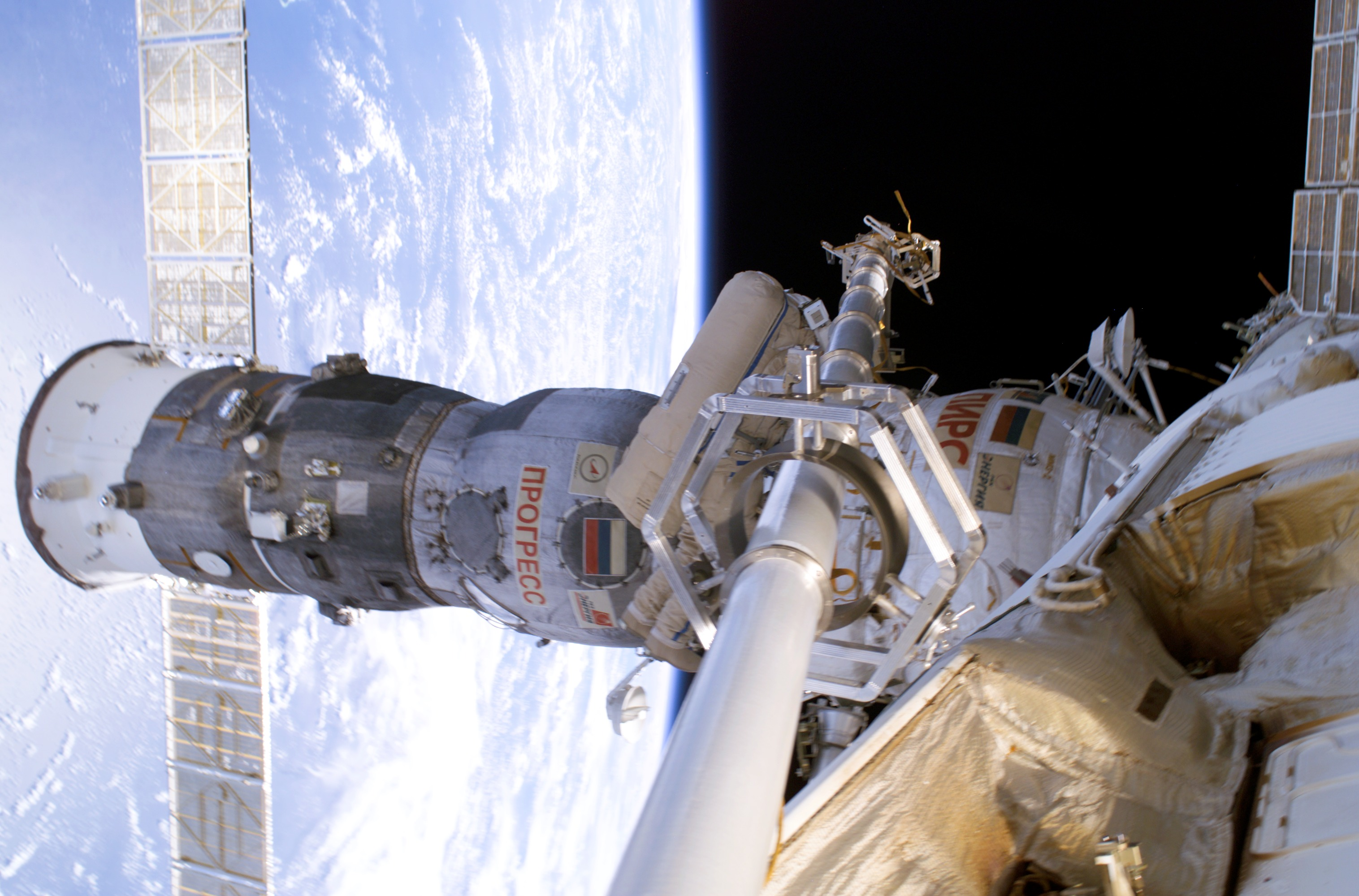
Progress M-55 angedockt am Pirs-Modul

- Nutzlast: 2.350 kg, davon maximal 1.200 kg Treibstoff
- Erstflug: 23. August 1989 (Progress M 1 zur Mir)
- Letzter Flug: 24. Juli 2009 (Progress M 67 zur ISS, Deorbit 27. September 2009)
- Anzahl geglückter Starts: 67, davon
  - 43 zur Mir
  - 24 zur ISS
- Energieversorgung: Solarzellen und Akkus

### Progress M1
- Länge: 7,2 m
- Maximaler Durchmesser: 2,72 m
- Masse: 7150 kg

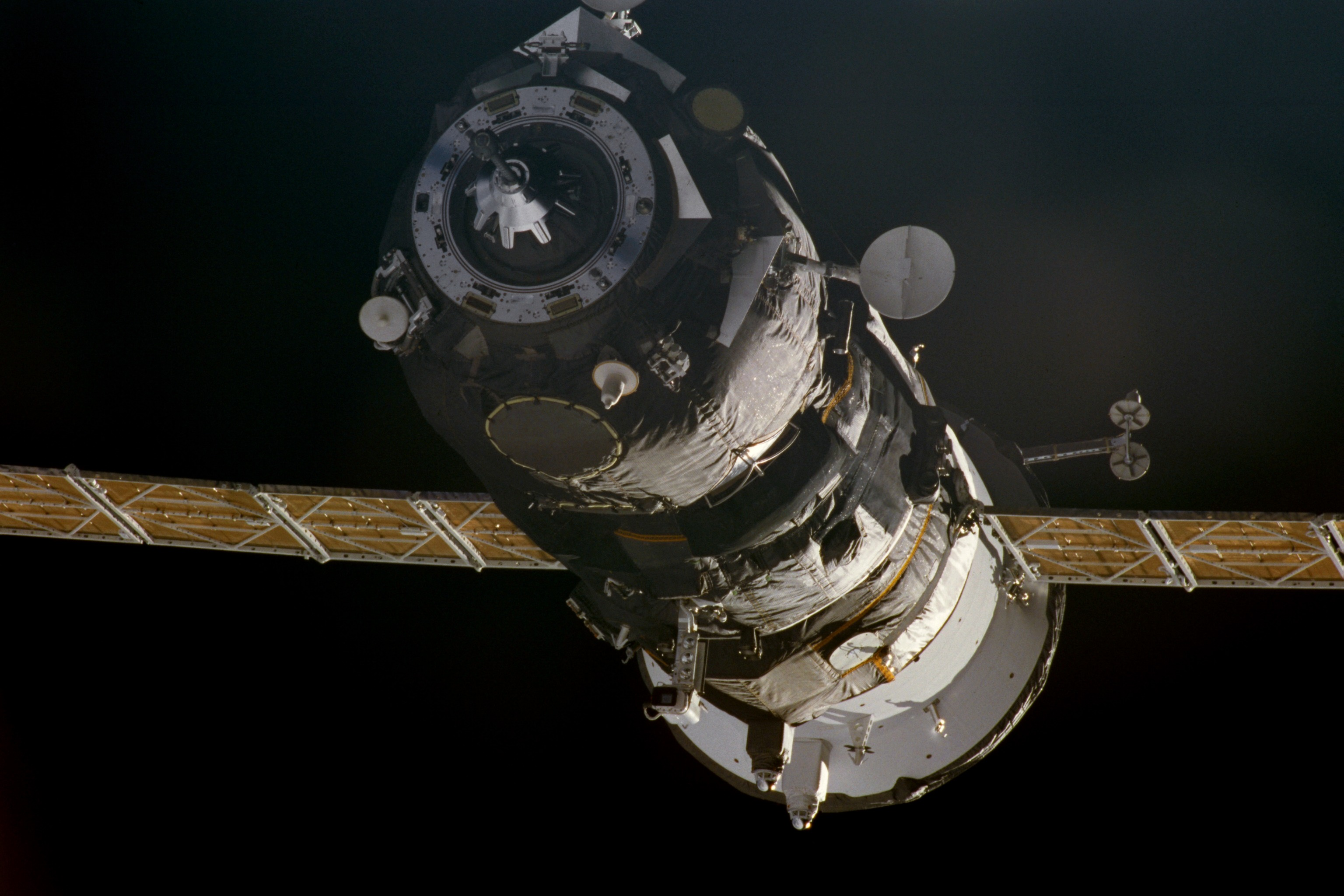
Progress M1-4 kurz vor dem Andocken an die ISS

- Nutzlast: 2.230 kg, davon maximal 1.950 kg Treibstoff
- Erstflug: 1. Februar 2000 (Progress M1-1 zur Mir)
- Letzter Flug: 29. Januar 2004 (Progress M1-11 zur ISS, Deorbit am 3. Juni 2004)
- Anzahl geglückter Starts: 11, davon
  - 3 zur Mir
  - 8 zur ISS
- Energieversorgung: Solarzellen und Akkus

### Progress M-M
- Länge: 7,2 m
- Maximaler Durchmesser: 2,72 m
- Masse: 7150 kg
- Nutzlast: 2.425 kg

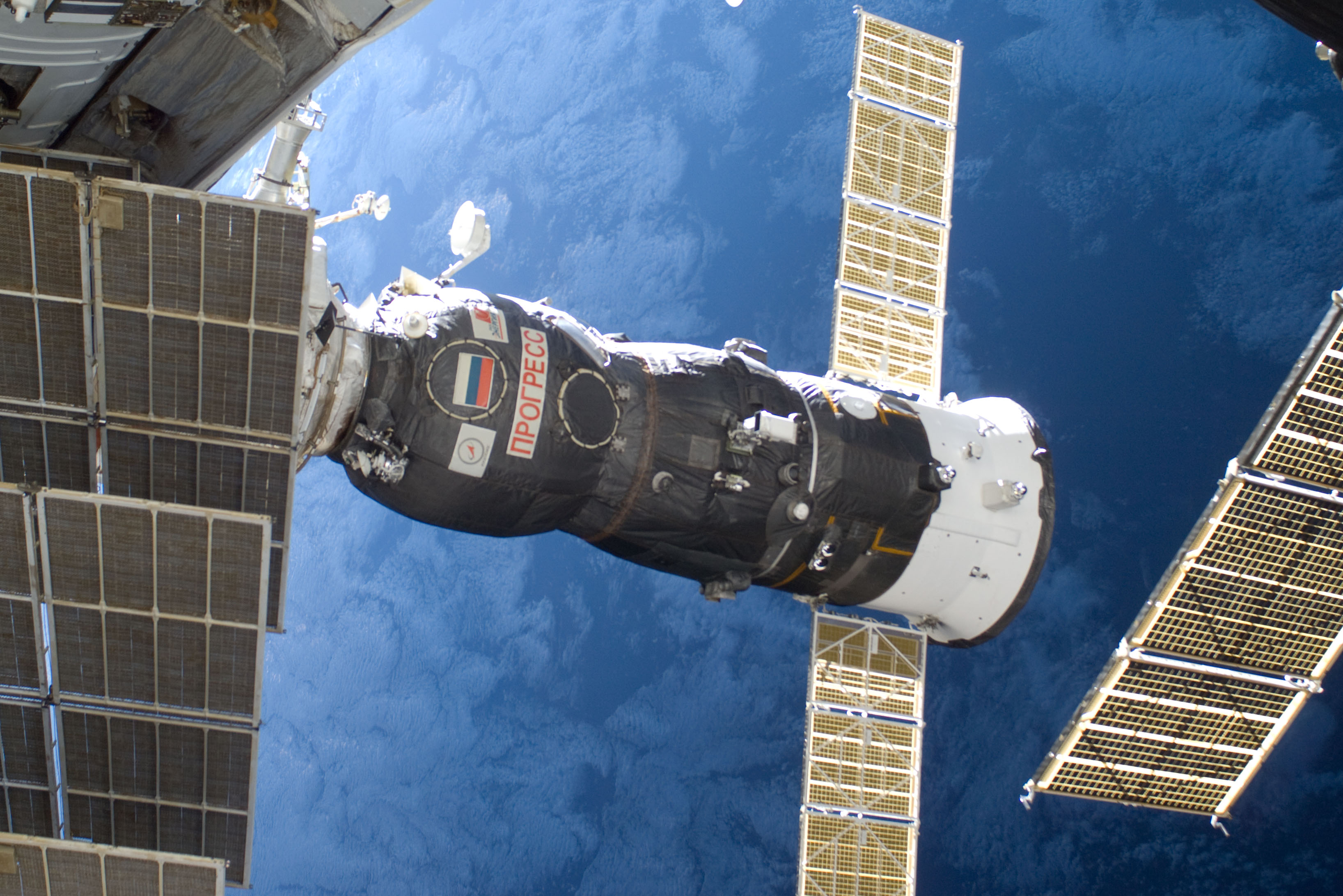
Progress M-03M an der ISS

- Erstflug: 26. November 2008 (Progress M-01M zur ISS)
- Letzter Flug: 1. Oktober 2015 (Progress M-29M, Deorbit am 8. April 2016)
- Anzahl geglückter Starts: 29, alle zur ISS
- Anzahl gescheiterter Starts: 2 (Progress M-12M und M-27M)
- Energieversorgung: Solarzellen und Akkus

### Progress MS
- Länge: 7,23 m
- Maximaler Durchmesser: 2,72 m
- Startmasse: 7200 kg
- Nutzlastvolumen: 6,6 m³
- Spannweite: 10,6 m
- Erstflug: 21. Dezember 2015 (Progress MS-01 zur ISS)
- Anzahl geglückter Starts (bis Juli 2019): 11, alle zur ISS
- Anzahl gescheiterter Starts (bis Juli 2019): 1 (Progress MS-04)

Die weiterentwickelten Progress-MS-Raumschiffe unterscheiden sich unter anderem durch das neue Annäherungs- und Kopplungssystem Kurs-NA und einem zusätzlichen Mikrometeoritenschutz von der bisherigen Version. Außerdem wurden einige Komponenten, die bisher aus der Ukraine bezogen worden waren, wegen der andauernden Spannungen zwischen der Ukraine und Russland durch den Euromaidan, die Annexion der Krim durch Russland 2014 und den Krieg in der Ukraine seit 2014 durch russische Komponenten ersetzt.
Die MS-Version verfügt über ein verbessertes Rendezvous-System Kurs-NA, das die Zuverlässigkeit und Sicherheit des Docking-Manövers verbessern soll. Bei diesem ersetzt die neue AO-753A-Antenne die bisherige 2AO-VKA und drei AKR-VKA-Antennen, das Paar von 2ASF-M-VKA-Antennen wurde beibehalten. Das neue Flugsteuerungssystem SUD nutzt anstelle von Signalen der Bodenstationen die GLONASS-Navigationssatelliten zur Bestimmung der Bahn und erlaubt so eine autonome Flugbahn-Messung. Das EKTS-Kommunikationssystem, welches das ältere Kvant-B-System ersetzt, ermöglicht die verbesserte Echtzeitkommunikation mit der Bodenstation über die Lutsch-5-Datenrelaissatelliten. Mit allen drei verfügbaren Lutsch-Satelliten kann die Kommunikation mit der Bodenkontrolle zu 83 Prozent in der Umlaufbahn aufrechterhalten werden. Trotz Verfügbarkeit der Relaissatelliten wird die direkte Kommunikation zu den Bodenstationen immer noch für die Kontrolle der Raumsonde und die Telemetrie verwendet. Weitere Änderungen sind ein digitales Videosystem, welches das bisherige analoge ersetzt, eine LED-Beleuchtung, neue Sensoren und ein elektrisches Backup für das Dockingsystem. An der Außenseite wurden Transportmechanismen zur Freisetzung von CubeSats installiert. Bis zu vier Startcontainer für diese Kleinsatelliten können in jedem Außenfach installiert werden.
Progress-MS kann bis zu 1800 kg Trockenfracht, 420 kg Wasser, 50 kg Luft oder Sauerstoff und 850 kg Treibstoff transportieren. Beim Rückflug kann das Raumschiff mit 1000 bis 1600 kg Müll und 400 kg flüssiger Abfälle beladen werden.

## Vergleich mit anderen Weltraumtransportern
| Raumschiff                  | Progress                    | Space Shuttle mit MPLM                                                 | ATV                         | HTV HTV-X                                     | Dragon 1 Dragon 2                             | Cygnus                                     | Tianzhou                                                                                                  | Dream Chaser  |
| --------------------------- | --------------------------- | ---------------------------------------------------------------------- | --------------------------- | --------------------------------------------- | --------------------------------------------- | ------------------------------------------ | --- | ------------- |
| Startkapazität              | 2,2–2,4 t                   | 9 t                                                                    | 7,7 t                       | 6,0 t 5,8 t                                   | 6,0 t                                         | 2,0 t (2013) 3,5 t (2015) 3,75 t (2019)    | 6,5 t (2017) 6,8 t (2021) 7,4 t (2023)                                                                    | 5,5 t         |
| Landekapazität              | 150 kg (mit VBK-Raduga)     | 9 t                                                                    | –                           | 20 kg (ab HTV-7)                              | 3,0 t                                         | –                                          | – | 1,75 t        |
| Besondere Fähigkeiten       | Reboost, Treibstofftransfer | Transport von ISPR, Transport von Außenlasten, Stationsaufbau, Reboost | Reboost, Treibstofftransfer | Transport von ISPR, Transport von Außenlasten | Transport von ISPR, Transport von Außenlasten | Transport von ISPR, Aussetzen von Cubesats | Treibstofftransfer, Stromversorgung der Raumstation, fest installierte Nutzlasten, Aussetzen von Cubesats |               |
| Träger                      | Sojus                       | STS                                                                    | Ariane 5                    | H-IIB H3                                      | Falcon 9                                      | Antares / Atlas V / Falcon 9               | Langer Marsch 7                                                                                           | Vulcan        |
| Startkosten (grobe Angaben) | 65 Mio. USD                 | 450 Mio. USD                                                           | 600 Mio. USD                | HTV: 300–320 Mio. USD                         | 150/230 Mio. USD (Dragon 1/2)                 | 260/220 Mio. USD (Cygnus 2/3)              | 570 Mio. Yuan                                                                                             |               |
| Hersteller                  | RKK Energija                | Alenia Spazio (MPLM)                                                   | Airbus Defence and Space    | Mitsubishi Electric                           | SpaceX                                        | Orbital Sciences                           | CAST | Sierra Nevada |
| Einsatzzeitraum             | seit 1978                   | 2001–2011                                                              | 2008–2015                   | 2009–2020 ab 2025                             | 2012–2020 seit 2020                           | seit 2014                                  | seit 2017                                                                                                 | ab 2025       |

kursiv = geplant

## Einsatz
Progress dient zurzeit als Nachschubtransporter für die Internationale Raumstation. Pro Jahr werden durchschnittlich vier Transporter gestartet.

### Flugzeit zur ISS
Mit Progress M 16M (Juli 2012), Progress M 17M (Oktober 2012) und Progress M 18M (Februar 2013) wurde eine drastisch verkürzte Flugzeit zur Raumstation ISS von ungefähr 6 Stunden gegenüber etwa 50 Stunden bei früheren Flügen erreicht. Die drei Flüge waren Tests für die neuen Bahnen, die ab 2013 für die bemannten Raumschiffe des Typs Sojus angewandt werden.

„Das Verfahren wurde möglich, da die Flugbahn der Internationalen Raumstation seit 2012 diesen Manövern besser angepasst werden kann. Insbesondere die Umlaufzeit lässt sich dadurch so regulieren, dass es etwa im Dreitagesabstand jeweils einen Überflug der Station über Kasachstan gibt, bei dem die Bahnebene den Startplatz schneidet, wenn die Station etwa 30 Grad voraus ist.“

Am 10. Juli 2018 transportierte eine Progress-MS-09-Kapsel etwa 2,5 t Versorgungsgüter in nur knapp 3,5 h ab Start zur ISS – die bisher kürzeste Flugzeit.

### Fehlschläge
Am 25. Juni 1997 kollidierte aufgrund eines Fehlers beim Andocken das Progress M-34-Versorgungsraumschiff mit der Raumstation Mir. Das beschädigte Modul Spektr wurde undicht und musste versiegelt werden, durch Schäden an den Solarpaneelen des Moduls fiel ein Drittel der Energieversorgung aus. Die Probleme an Bord konnten zwei Monate später bei einem Besatzungsaustausch behoben werden.
Am 24. August 2011 startete der Transporter Progress M-12M von Baikonur aus. Der Start wurde nach 325 Sekunden Flugzeit abgebrochen, nachdem es im Raketenmotor der dritten Stufe der Sojus-U-Trägerrakete zu einer Fehlfunktion gekommen war. In der Folge konnte der Raumtransporter die erforderliche Umlaufbahn nicht erreichen und stürzte über dem Altaigebirge ab. Es war der 135. Flug eines Progress-Raumtransporters und die erste gescheiterte Mission seit Beginn des Programms 1978. Wegen der Probleme mit der Trägerrakete wurden weitere Starts von Sojus-Raketen bis zur Klärung der Absturzursache ausgesetzt. Der nächste Start im Oktober 2011 verlief erfolgreich.
Am 28. April 2015 wurde von Baikonur der Versorgungsflug 59P zur ISS mit dem Transporter Progress M-27M gestartet. Dies war der 150. Start eines Progress-Moduls. Wegen eines Fehlers bei der Abschaltung der dritten Stufe oder beim Abtrennen des Raumtransporters wurde der erforderliche Orbit nicht erreicht. Der Transporter konnte nicht unter Kontrolle gebracht werden und verglühte am 8. Mai in der Erdatmosphäre.
Am 1. Dezember 2016 startete der Raumfrachter Progress MS-04 zum Versorgungsflug 65P zur ISS. Nach einem anfangs planmäßig verlaufenen Flug verlor die russische Bodenkontrolle sechs Minuten und 22 Sekunden nach dem Start den Kontakt zur Rakete. Zwei Minuten später hätte der Raumfrachter von der Sojus-Trägerrakete getrennt werden sollen. Als Ursache wurde ein Problem mit der dritten Stufe der Trägerrakete vermutet, es könnte ein falsches Teil eingebaut worden sein. Der Raumfrachter verglühte nahezu vollständig beim Wiedereintritt in die Erdatmosphäre. Die gesamte Nutzlast, darunter auch ein neuer Raumanzug, ging dabei verloren.

### Sonstiges
Beim Wiedereintrittsmanöver werden die Raumtransporter so abgebremst, dass nicht vollständig verglühende Trümmerteile in einem Areal im südlichen Pazifik niedergehen. Dieses Gebiet wird als „Friedhof der Raumschiffe“ bezeichnet, unter anderem versanken in diesem Meeresgebiet Überreste von mehr als 60 Raumfrachtern und auch etwa 40 Tonnen der ausgedienten Raumstation Mir.

### Liste der ISS-Einsätze
Siehe Liste der unbemannten Missionen zur Internationalen Raumstation